# John Rittmeister
John Friedrich Karl Rittmeister (Amburgo, 21 agosto 1898 – Berlino, 13 maggio 1943) è stato un neurologo e psicoanalista tedesco. Fu un noto comunista e combattente della resistenza all'interno del gruppo antifascista Orchestra Rossa.

## Biografia

### Infanzia e formazione
Nacque ad Amburgo nel 1898, primogenito in una famiglia di mercanti anseatici. Frequentò la Gelehrtenschule des Johanneums di Amburgo, dove si interessò all'opera di Giordano Bruno e Cartesio. Si arruolò nell'esercito tedesco nel 1917 e combatté negli ultimi due anni della prima guerra mondiale sui fronti francese e italiano come operatore telefonico; alla fine del conflitto aveva raggiunto il grado di sottufficiale.
Al rientro dalla guerra decise di non occuparsi dell'attività di famiglia, decisione che lasciò particolarmente deluso il padre. Scelse invece di studiare medicina presso le università di Gottinga, Kiel, Amburgo e Monaco di Baviera. Nel 1922 si interessò alla psicoterapia e al lavoro del neurologo e psicoanalista Hans von Hattingberg, dopo aver cercato lui stesso aiuto psicologico. In quel periodo studiò le opere di Jung, Bakunin e Marx e si specializzò in neurologia sotto la guida di Max Nonne presso la neonata Università di Amburgo. Dopo tre anni di formazione (1926-1929) nella clinica psichiatrica Schön Klinik Hamburg Eilbek di Monaco, conseguì la laurea con una tesi intitolata Ueber einen fall von staphylococcen myelitis.

### Carriera medica
Rittmeister continuò gli studi a Parigi e a Londra. Nel 1928 si trasferì a Zurigo e dopo due anni ottenne un posto di lavoro presso l'Istituto Burghölzli in Svizzera, dove rimase fino al 1931. Fino al 1935 lavorò come medico assistente presso il Policlinico per le malattie nervose dell'Università di Zurigo, fondato dal neuropatologo Constantin von Monakow. Nel 1935 proseguì gli studi sotto la guida dello psichiatra svizzero Gustav Bally. Durante il primo periodo di lavoro al Policlinico, fu istruito dal neuroanatomista e psichiatra Auguste Forel nella sua casa a Prangins.
Grazie agli sforzi di Alfred Storch trovò occupazione come medico nel sanatorio cantonale di Münsingen, diretto dallo psichiatra svizzero Max Müller. Müller cercò Rittmeister nel novembre 1936 per condurre uno studio congiunto con Storch sulla schizofrenia nel quale doveva includere un'ampia indagine catamnestica sugli ex pazienti della clinica psichiatrica dell'Università di Tubinga. Rittmeister sviluppò un rapporto professionale con Storch che nel tempo sfociò in una forte amicizia.

Nel 1937, dopo essere stato espulso dalla Svizzera, tornò in Germania. Durante la permanenza in Germania divenne un marxista convinto, fu coinvolto nell'attività politica comunista e si recò per motivi di studio in Unione Sovietica: secondo un'annotazione nel suo diario di prigionia del 24 gennaio 1943, viaggiò in Unione Sovietica per trovare moglie e cercare una posizione professionale che fosse in linea con l'esperienza acquisita. Nel 1938, fu nominato medico dell'Istituto psicoanalitico di Berlino presso l'Istituto di ricerca diretto dal professor Matthias Göring, un parente di Hermann Göring; sarebbe diventato direttore della clinica nel 1941. Nel 1939, intanto, aveva sposato Eva Rittmeister (nata Knieper), infermiera pediatrica di quindici anni più giovane.

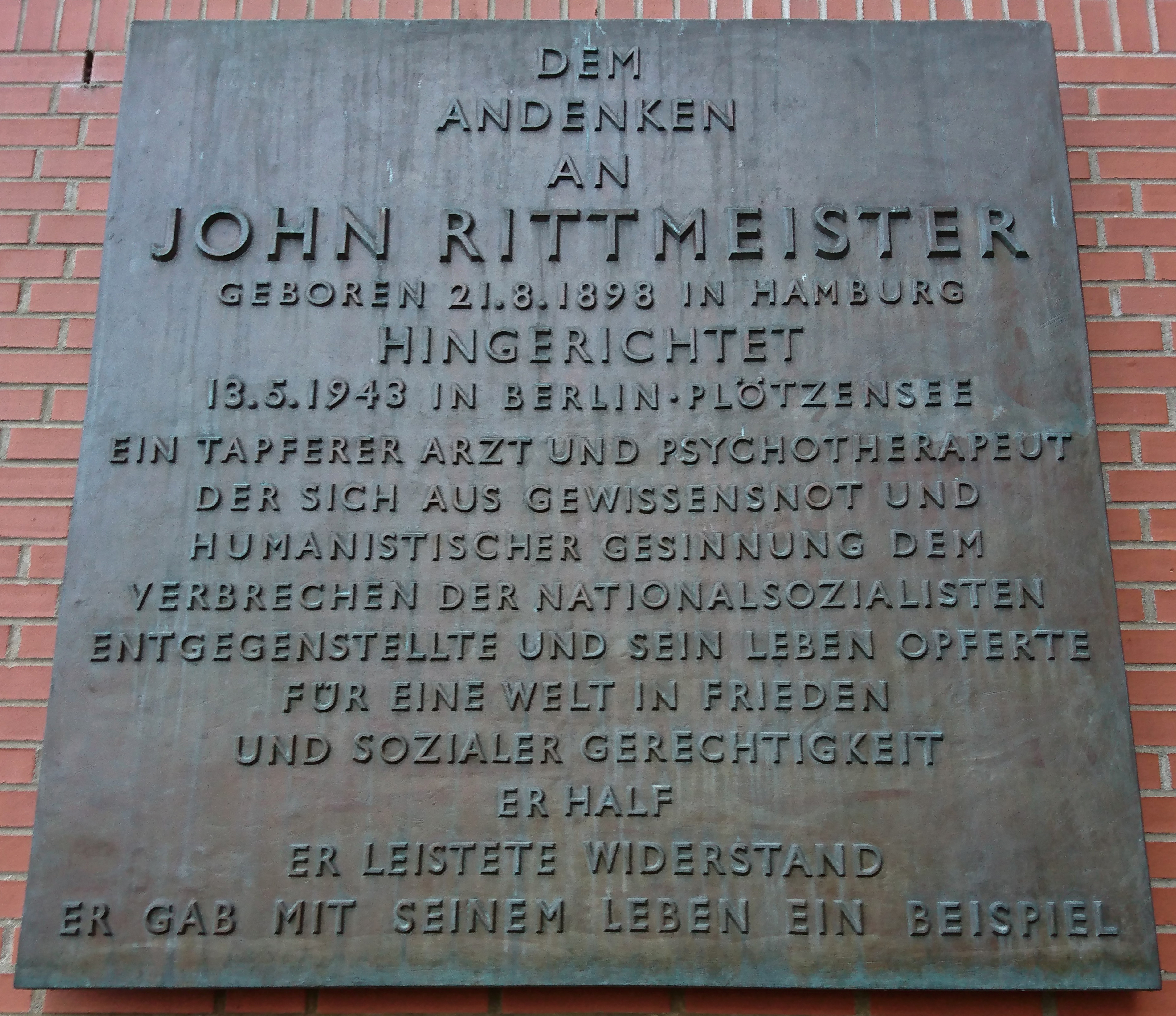
Targa commemorativa sulla facciata della Casa 5 dell'Asklepios Klinik Nord, località Ochsenzoll a Langenhorn.

Come molti altri psicoanalisti europei dell'epoca, Rittmeister era schierato con la sinistra sociale, molto più vicino dei suoi coetanei alla tendenza iconoclasta della psicoanalisi iniziata con Freud. All'inizio degli anni trenta, Rittmeister, in contrasto con i suoi coetanei, accusò Carl Jung di "misticismo archetipico" e di vedere nelle teorie di Jung i sintomi della risposta confusa della borghesia ai massicci cambiamenti sociali del XX secolo. Nella sua critica a Jung, Rittmeister lo classificò come un "cripto-fascista", un approccio che ricalcava il filosofo marxista tedesco Ernst Bloch, con conclusioni simili a quelle dello psichiatra tedesco Hans Prinzhorn e del filosofo tedesco Ludwig Klages. Invece di giungere a una sorta di romanticismo sfocato come molti suoi colleghi, Rittmeister iniziò a costruire una critica della civiltà moderna alla maniera freudiana, evitando l'emotività, il misticismo e il relativismo che trovava nella sua analisi di Jung. Rittmeister sosteneva che Jung insegnasse le virtù dell'introversione, un'immersione del sé con l'esclusione degli altri, mentre Freud insegnava le virtù ecumeniche dell'amore.

### La resistenza
Dopo il suo rientro in Germania, Rittmeister ospitò un piccolo gruppo di discussione ideologica, umanista e politica comprendente gli amici della moglie, come il meccanico Fritz Thiel, la studentessa Ursula Goetze e il soldato Friedrich Rehmer. Fu proprio attraverso la moglie Eva che nel 1941 i loro incontri si incrociarono con i membri del gruppo antifascista guidato da Harro Schulze-Boysen. Rittmeister non condivise la politica attivista delle persone legate a Schulze-Boysen, né confessò di essere a conoscenza delle attività di spionaggio del gruppo intraprese nel 1941 e nel 1942, ma tuttavia partecipò alle attività di volantinaggio. Rittmeister desiderava un "nuovo umanesimo", in cui la resistenza rappresentava un percorso per allontanarsi da quella che intese come la cultura grossolana e senza cuore dell'Occidente.

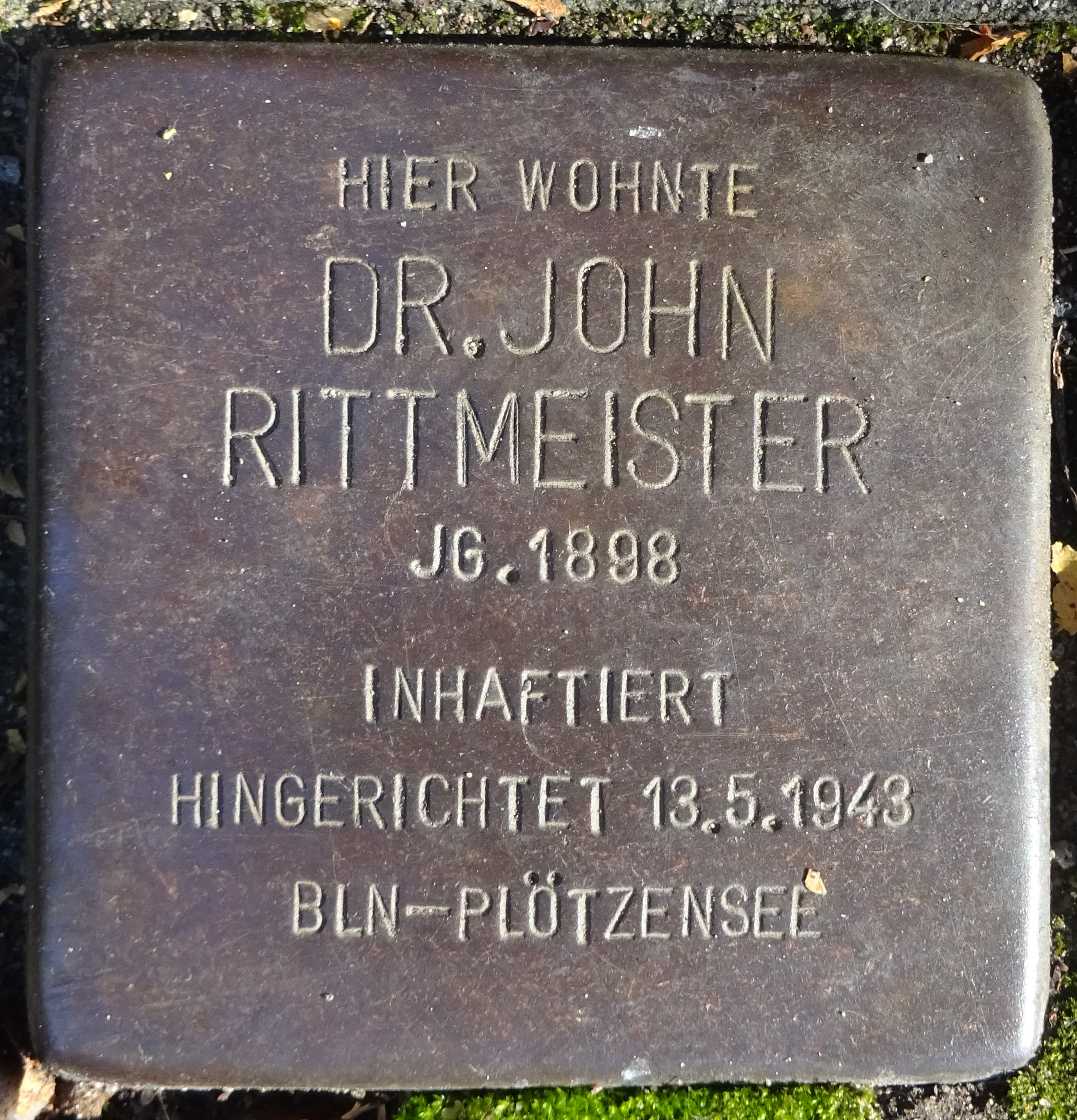
Pietra d'inciampo commemorativa posizionata in Agnesstraße 30 a Winterhude.

Il gruppo iniziò a produrre volantini firmati AGIS, in riferimento al re spartano Agide IV (in greco Agis IV). Il nome del giornale fu un'idea di Rittmeister: i volantini avevano titoli come Il divenire del movimento nazista, Appello all'opposizione, Libertà e violenza e Appello a tutte le associazioni e organizzazioni a resistere al governo.
Il 17/18 maggio 1942, Rittmeister prese parte alla più pericolosa azione del gruppo in occasione della mostra "Il paradiso sovietico". Durante la notte attraversò cinque quartieri di Berlino insieme ad altre diciannove persone per incollare gli adesivi sui manifesti della mostra.
Il 26 settembre 1942 fu arrestato dalla Gestapo insieme alla moglie. Per la sua esecuzione, gli fu offerto di scegliere tra la ghigliottina e l'impiccagione. Il 12 febbraio 1943, il Reichskriegsgericht lo condannò a morte "per preparazione all'alto tradimento e favoreggiamento del nemico". Fu giustiziato il 13 maggio 1943 con la ghigliottina nella prigione di Plötzensee.

## Memoria
Nel 1993 è stato creato un gruppo di lavoro presso l'Istituto di Psicoterapia di Berlino per celebrare e onorare la vita di John Rittmeister. Ogni anno vengono tenute due conferenze, una privata all'interno dell'Istituto e una pubblica, oltre a un evento di presentazione con foto e diapositive.

## Opere
- (DE) John F. Rittmeister, Die psychotherapeutische Aufgabe und der neue Humanismus, in Psyche: Zeitschrift für Psychoanalyse und Ihre Anwendungen, vol. 22, n. 12, 1968,  pp. 934-953, ISSN 0033-2623 (WC · ACNP).
- (DE) J. F. Rittmeister, Voraussetzungen und Konsequenzen der Jungschen Archetypenlehre, in Psyche: Zeitschrift für Psychoanalyse und Ihre Anwendungen, vol. 36, n. 11, 1982,  pp. 1032-1044.
- (DE) J. Rittmeister e A. Storch, Die mystische Krise des jungen Descartes, in Zeitschrift für Psychosomatische Medizin und Psychoanalyse, vol. 15, n. 3, 1969,  pp. 206-224, ISSN 0340-5613 (WC · ACNP), JSTOR 23995689.
- (DE) J. F. Rittmeister, Moral in Stufenfolgen (als Gespräch auszuarbeiten), in Zeitschrift für Psychosomatische Medizin und Psychoanalyse, vol. 14, n. 2, 1968,  pp. 150-152, ISSN 2364-3765 (WC · ACNP), JSTOR 23995531.

### Approfondimenti
- In memoriam John F. Rittmeister, in Forum der Psychoanalyse, vol. 14, n. 4, 14 December 1998,  pp. 388-389, DOI:10.1007/s004510050030.
- (DE) Karen Brecht, Volker Friedrich, Ludger M. Hermann, Isidor J. Kaminer e Dierk H. Juelich, Hier geht das Leben auf eine sehr merkwürdige Weise weiter ..." : zur Geschichte der Psychoanalyse in Deutschland: [Ausstellung, anlässlich des 34. Kongresses der Internationalen Psychoanalytischen Vereinigung (IPV) in Hamburg vom 28.7.-2.8.1985], 2ª ed., Hamburg, M. Kellner, 1985, OCLC 885469650.
- Geoffrey Cocks, Psychotherapy in the Third Reich: the Göring Institute, Oxford, Oxford University Press, 1985, ISBN 0-19-503461-9.
- (DE) Walter Bräutigam, John Rittmeister: Leben und Sterben, Munich, Langewiesche-Brandt, 1987, ISBN 978-3-7846-1209-6, OCLC 241922495.
- (DE) Regina Griebel, Marlies Coburger, Heinrich Scheel, Gedenkstätte der Deutscher Widerstand (Berlin, Germany) e Senatsverwaltung für Kulturelle Angelegenheiten, Erfasst? : das Gestapo-Album zur Roten Kapelle: eine Foto-Dokumentation, Halle, Audioscop, 1992, ISBN 978-3-88384-044-4, OCLC 29316949.
- (DE) LM Hermanns, John F. Rittmeister and C.G. Jung, in Psyche: Zeitschrift für Psychoanalyse und ihre Anwendungen, vol. 36, n. 11, November 1982,  pp. 1022-1031, PMID 6758050.
- (DE) Regine Lockot, Erinnern und Durcharbeiten: zur Geschichte der Psychoanalyse und Psychotherapie im Nationalsozialismus, [Neuaufl.], Giessen, Psychosozial-Verlag, 2002, ISBN 978-3-89806-171-1, OCLC 718699340.
- (DE) G Müller-Braunschweig, In Memoriam: Aus den Tagebuchblättern des Dr. John Rittmeister, aufgezeichnet im Gefängnis in der Zeit vom 26.09.1942 bis zum Tage seiner Hinrichtung am 13.05.1943, in Zeitschrift für Psychoanalyse I, I, 1949,  pp. 60-66.
- Anne Nelson, Red Orchestra: The Story of the Berlin Underground and the Circle of Friends Who Resisted Hitler, Random House Publishing Group, 2009, ISBN 978-1-58836-799-0. URL consultato il 14 December 2019.
- (DE) Gert Rosiejka, Die Rote Kapelle: "Landesverrat" als antifaschist. Widerstand, 1ª ed., Hamburg, Ergebnisse-Verl, 1986, ISBN 978-3-925622-16-8, OCLC 74741321.
- M Schulz, Dr. John Rittmeister. Nervenarzt und Widerstandskämpfer, Berlin, Humboldt University of Berlin, 1981.
- (DE) Christine Teller (a cura di), John Rittmeister: Hier brennt doch die Welt, Gütersloh, Jakob van Hoddis, 1992.